# Fernão (ort)
Fernão är en ort i Brasilien.   Den ligger i kommunen Fernão och delstaten São Paulo, i den södra delen av landet, 700 km söder om huvudstaden Brasília. Fernão ligger 546 meter över havet och antalet invånare är 1 563.
Terrängen runt Fernão är platt. Närmaste större samhälle är Gália, 8,2 km norr om Fernão.
Trakten runt Fernão består i huvudsak av gräsmarker. Runt Fernão är det ganska glesbefolkat, med 47 invånare per kvadratkilometer.